# Helen Dillon
Helen Dillon (* 1940 in Dunning) ist eine schottische Gärtnerin. Ihr Garten befindet sich seit 1972 in der Sandford Road Nr. 45 im Dubliner Nobelvorort Rannelagh. Sie ist Trägerin der Veitch Memorial Medal der Royal Horticultural Society. Sie präsentierte The Garden Show, Garden Heaven und Antiques Watch für RTÉ. Zusammen mit Diarmuid Gavin moderierte sie die Fernsehserie Greatest Gardens der BBC ONE Nordirland. Sie ist Autorin zahlreicher Bücher über Gartengestaltung. Sie verfasst außerdem Kolumnen für den Sunday Tribune (1992–1995) und die Zeitschrift der RHS, The Garden.

## Leben
Bereits als Kind hatte Dillon einen eigenen Garten, sie zog vor allem Primeln. Als Teenager lebte Dillon in Perth. Sie strebte ein Kunststudium an, dies wurde ihr jedoch durch ihre Eltern untersagt. So übernahm sie eine Hilfskraft-Stelle in der Redaktion der Zeitschrift Amateur Gardening in London, wo sie zahlreiche bekannte Gartengestalter kennenlernte. Sie hatte eine Wohnung mit Balkon, der mit Topfpflanzen überfüllt war. Danach war sie als Antiquitätenhändlerin tätig. Mit ihrem Mann, dem Iren Val Dillon (* 1936), ebenfalls einem Antiquitätenhändler, zog sie 1972 nach Dublin und legte um ihr Haus einen Garten an.

## Gartengestaltung
Der ca. 40000 m2 Garten gehört zu einem repräsentativen, 1830 erbauten Georgianischen Steinhaus. Er ist einer der bekanntesten irischen Gärten und wurde unter anderem von Christopher Lloyd, Robin Lane Fox und der Zeitschrift „House and Garden“ beschrieben. Er ist jedoch durch Hallimasche, Dickmaulrüssler, Algen und Unkraut und Rost verseucht.
Die Anlage ist traditionell, mit zahlreichen Garten-„Räumen“, wie sie durch Lauwrence Johnston in Hidcote in den 1920er Jahren popularisiert wurden, jedoch durch zahlreiche exotische Pflanzen belebt, die im milden irischen Klima gut gedeihen. Mittelpunkt der Anlage bildete eine langgestreckte Rasenfläche, die nach dem Vorbild von Mount Stewart durch Rabatten mit blauem und rotem Farbschema eingefasst ist. Inzwischen wurde der Rasen durch einen 28 m langen Kanal nach Vorbild des Myrtenhofs der maurischen Alhambra ersetzt, der von grauen Kalksteinplatten gesäumten ist, und das Farbschema der Rabatten etwas aufgelockert.
Dillon schätzt exotische Pflanzen wie Dieramas, Cannas, Anisodonteas und Araliaceae. Inzwischen versucht sie jedoch, ihren Garten zu vereinfachen und bevorzugt Pflanzen, die sich selber aussäen. Das Gelände umfasst auch einen Gemüsegarten, besonders schätzt Dillon Kohl und Koriander.
Der Garten war für das zahlende Publikum geöffnet, wurde aber September 2016 endgültig geschlossen. Die Familie hat das Haus verkauft um anderwärts den neuen Dillon-Garten anzulegen.

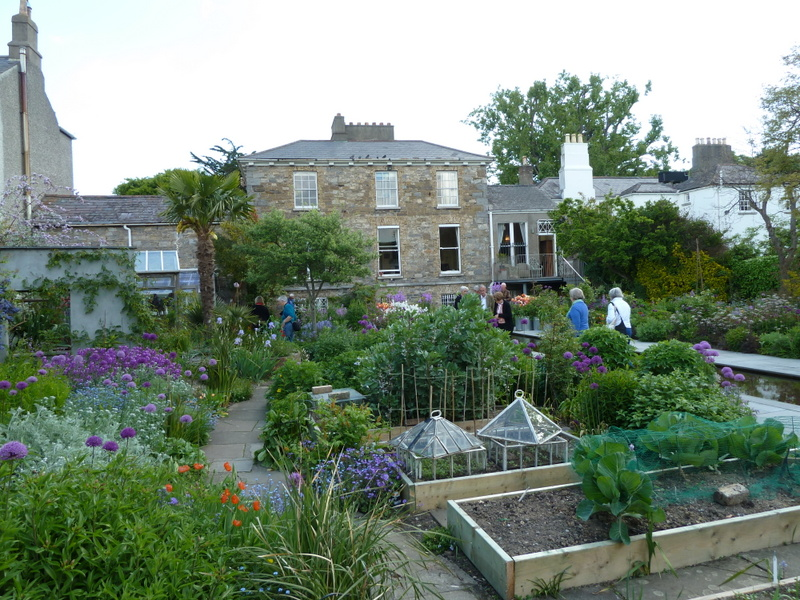
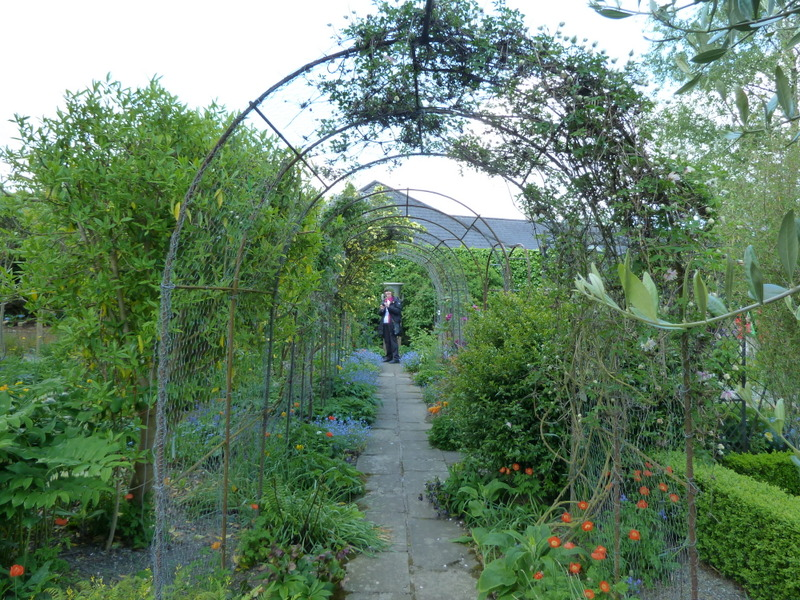
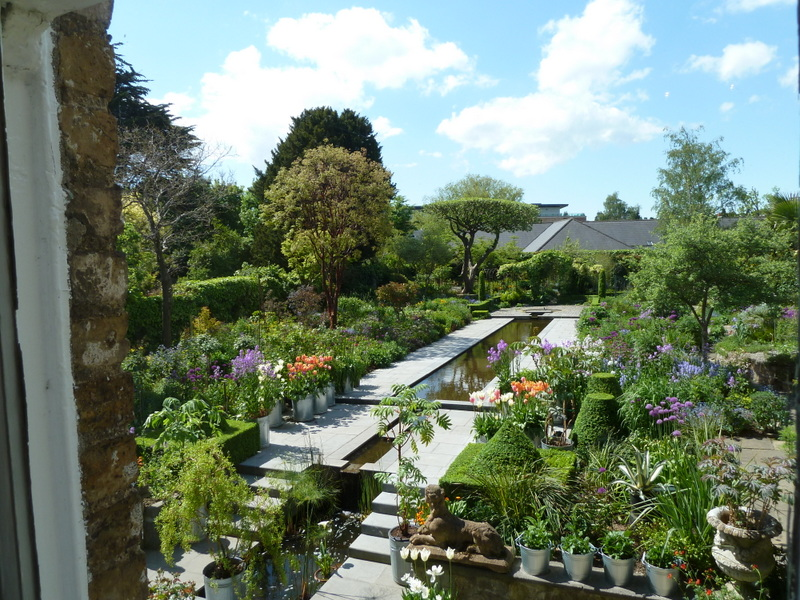
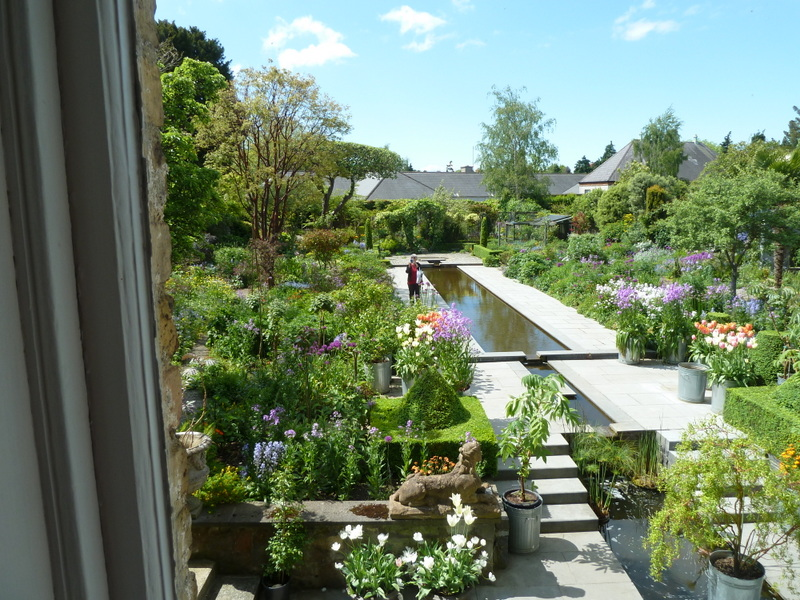

## Werke
- The Flower Garden. London, Conran Octopus. ISBN 1-85029-905-6
- mit Sybil Connolly: In an Irish Garden. London, Weidenfield & Nicholson. ISBN 0-297-79584-8
- Garden Artistry. Macmillan. ISBN 0-02-860379-6
- Helen Dillon on gardening. Dublin, TownHouse 1998. ISBN 1-86059-243-0 (Sammlung von Kolumnen aus der „the Sunday Tribune“ 1992–1995)